# Cosmographie jaïne

Le dessin extérieur de ce symbole jaïn représente l'espace fini pour cette foi ; avec à sa base l'adho-loka, au milieu le madhya-loka et en haut l'urdhva-loka. Dans la partie centrale vivent les humains.

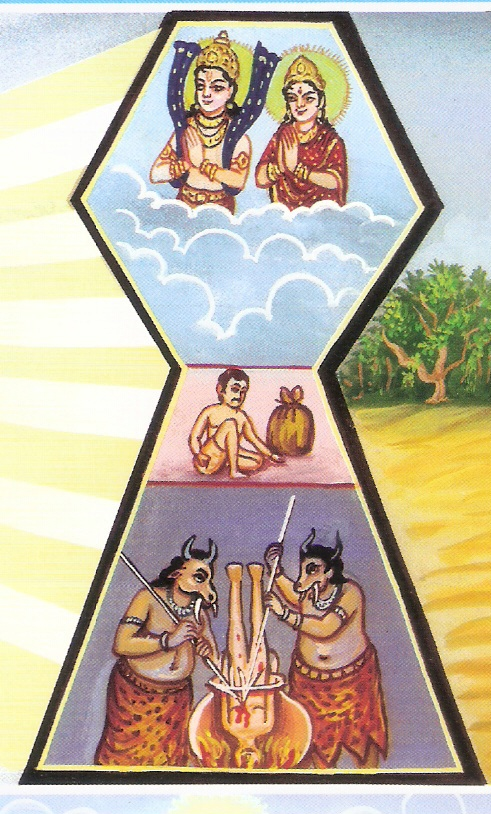
L'univers jaïn imagé.

La Cosmographie jaïne voit ce qui entoure l'humain comme deux entités contenues l'une dans l'autre, le tout formant l'univers. Ainsi dans le jaïnisme, il y a un espace fini où il y a la vie ; et il y a un espace infini (aloka-akasa) qui entoure la première cité. L'univers est sans commencement ni fin et n'a pas été créé. L'univers habité est divisé en trois parties : l'adho-loka où résident certains demi-dieux et les êtres démoniaques ; le madhya-loka où sont les humains, les animaux et d'autres demi-dieux ; et l'urdhva-loka où vivent les êtres célestes nommés vaimanika devas. Les esprits libérés qui ont atteint le nirvana résident juste au-dessus de cette dernière partie.

## Cycle de temps du jaïnisme
Le temps jaïn est un cercle, d'où le terme de cycle. Une moitié du cercle est une période faste spirituellement (l'utsarpini) et l'autre moitié est décadente (l'avasarpini). Un cycle entier est un kalpa. Cette roue du temps commence par la misère pour arriver à sa moitié la plus agréable ; puis le bonheur décroit pour que le temps arrive à nouveau dans la misère. Un cycle entier dure plusieurs milliers d'années.